# Antena inteligente
Una antena inteligente es una antena cuyo patrón de radiación es dinámico. La posibilidad de controlar dinámicamente la forma de un patrón de irradiación es interesante porque puede ayudar a resolver problemas de sistemas de comunicaciones que van cambiando con el tiempo. A través de la combinación de patrones de antenas elementales se puede obtener un patrón dinámico. Se obtiene controlando el tiempo y la amplitud de la corriente que alimenta a cada antena elemental, sin necesidad de alterar el patrón de radiación propio de cada antena elemental. Si los valores de fase y amplitud de las corrientes alimentadoras son variados en forma continua, el patrón de radiación cambiará continuamente también.

## Antenas inteligentes en ambientes de dos o más trayectorias de propagación
En una ambiente de comunicaciones celulares las antenas operan en dos situaciones de propagación claramente distinguibles: Combinación coherente y ganancia por diversidad. Para esto considere dos antenas que deben intercambiar información entre dos puntos que no son visibles entre sí. Si las trayectorias de propagación que son posibles entre ambas son similares en sus propiedades, la combinación en la antena que reciba una onda proveniente de la otra será coherente y el efecto será una mejora de la relación señal a ruido. En caso contrario no se gana nada combinando las dos ondas y probablemente resulte mejor intentar atenuar una de ellas para quedarse con la onda que llegue con mejor amplitud. Una antena inteligente puede estar diseñada para adaptarse a estas dos situaciones, produciendo lóbulos adecuados para amplificar una o dos direcciones de llegada de la onda electromagnética.
- Datos: Q1187868